# Château de Neuses am Sand

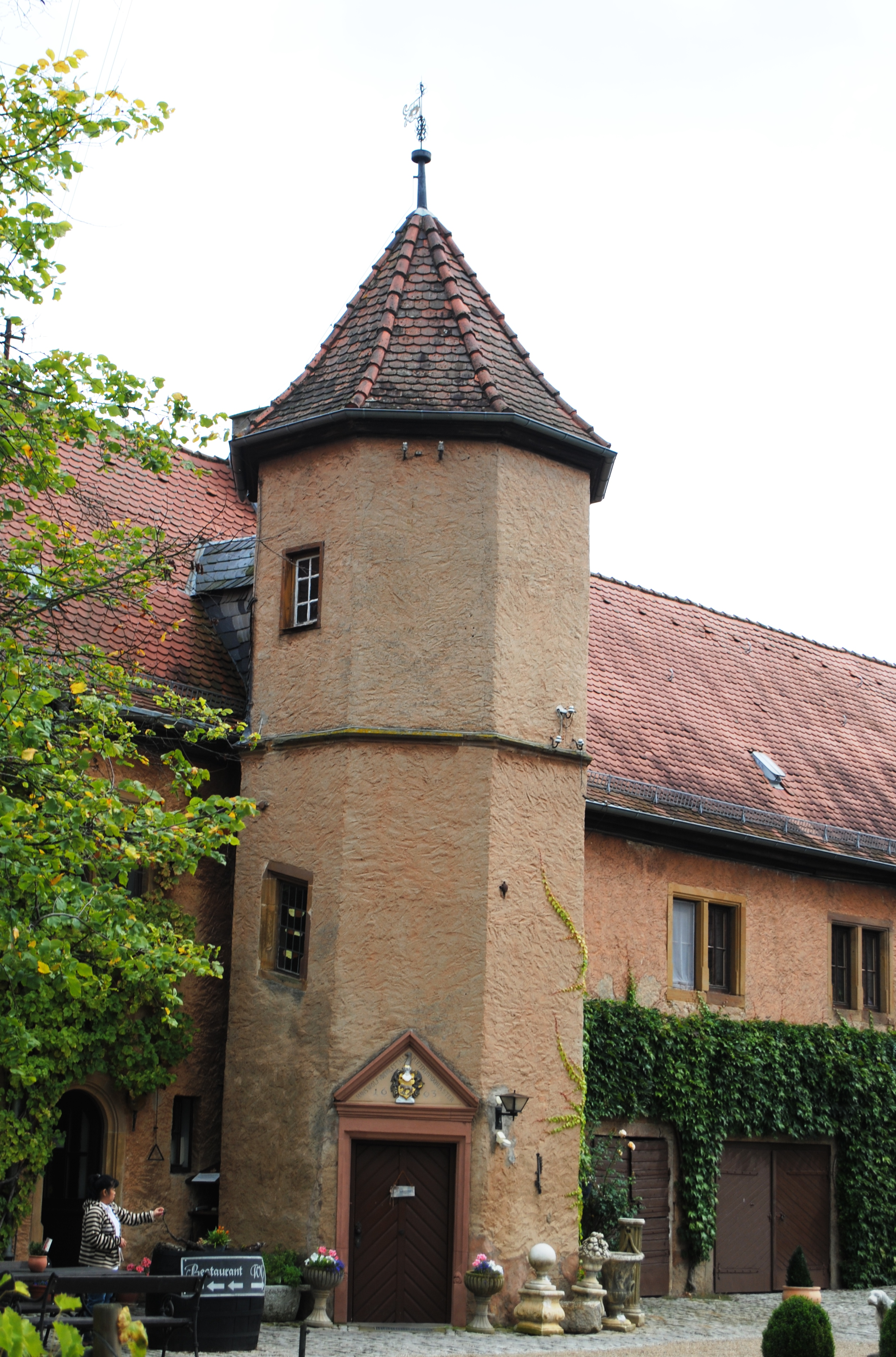
La tour d'escalier dans l'ancienne Cour

Le Château de Neuses am Sand est un ancien Wasserburg de Neuses am Sand, hameau de la commune de Prichsenstadt dans l'arrondissement de Kitzingen (Basse-Franconie, en Bavière). Depuis 1998, il est occupé, sous le nom de Château de Wörner, par un Hôtel-Restaurant. Il ne reste de l'ancienne enceinte que deux tours extérieurs et la tour d'escalier dans la cour.